# Władimir Łazariew
Władimir Łazariew, ros. Владимир Лазарев (ur. 5 czerwca 1964) – francuski szachista pochodzenia rosyjskiego, arcymistrz od 2000 roku.

## Kariera szachowa
W 1988 r. wystąpił w finale drużynowych mistrzostw Związku Radzieckiego. Po rozpadzie ZSRR zaczął startować w turniejach międzynarodowych, sukcesy odnosząc m.in. w
- Ałuszcie (1993, I m.),
- Werfen (1993, dz. I m. z Josefem Klingerem, Władimirem Burmakinem, Olegiem Korniejewem i Igorem Lempertem(inne języki)),
- Cannes (1995, I m.),
- Nereto (1998, I m.),
- San Benedetto (1999, dz. I m. z Ivanem Zają(inne języki)),
- Budapeszcie (2000, turniej First Saturday FS06 GM, dz. I m. z Nguyễnem Anh Dũngiem),
- Katanii (2002, dz. I m. z Igorem Naumkinem(inne języki)),
- Evry (2003, I m.),
- Nicei (2003, dz. I m. z Thalem Abergelem),
- Zafrze (2004, dz. I m. z Manuelem Perezem Candelario),
- Gioiosa Marea (2004, I m.),
- Positano (2005, II m. za Danielem Continem(inne języki)),
- Marcy-l’Étoile (2007, I m.).

Najwyższy ranking w dotychczasowej karierze osiągnął 1 kwietnia 2004 r., z wynikiem 2536 punktów zajmował wówczas 76. miejsce wśród rosyjskich szachistów.